# Gakuen Sousei Nekoten
Кошачий Рай (яп. 学園創世 猫天!  Gakuen Sōsei Nekoten!, англ. «Academy Genesis: Cat Heaven!») — фэнтезийная манга, написанная и проиллюстрированная Юдзи Ивахарой. Манга выпускалась в ежемесячном журнале сёнэн-журнале Champion Red с июня 2006 по декабрь 2008. Впоследствии главы были собраны в пять танкобонов. В Северной Америке манга на английском языке была лицензирована компанией Yen Press, первый том вышел в августе 2009.

## Сюжет
Девочка по имени Юми поступает в академию только потому, что там разрешено держать кошек. В академии кошки есть практически у каждого. После вступительной церемонии появляется монстр и Юми, и её кот Кансукэ обретает магическую силу.

## Персонажи
Юми Хаякава (яп. 早川優美 Hayakawa Yūmi) — новый студент Академии Матаби, которая приняла решение учиться в школе, потому что она знала, что ей разрешат принести её кошку, Кансукэ. Она любит вязать и часто делает одежду для кота. Хотя неуклюжая и немного глупая, Юми также очень любезная и дружественная. Четыре года назад она прыгнула на дорогу, чтобы защитить травмированного Кансукэ от надвигающегося фургона. Её сила проявляется как клубок шерсти (отражающий её страсть к вязанию), который может использоваться, чтобы преобразовать Кансукэ в его человеческую форму. Пряжа может также быть изменена во многие другие объекты в зависимости от обстоятельства, такие как щит или подушка. Один недостаток к её власти состоит в том, что она занимает время, чтобы распутать. Влюблена в Цубамэ.
Кансукэ (яп. 勘助 Kansuke) — Он - кошка Юми, четырехлетний, полосатый кот смешанной крови оранжевыми глазами. Он получил большой шрам на его лбу от того, когда он был сбит велосипедом Юми. Юми возвратилась и увидела, что он кровоточит на дороге, и взяла его в её руки, защищая его от надвигающегося фургона. Он стал её домашним животным в тот день и поклялся защищать её от любой опасности. Из-за этого, у него есть желание стать сильным. Он упрям, решителен, конкурентоспособен, и он ненавидит одежду, которое Юми делает для него со страстью, разрывая некоторые из них в одном случае. Антропоморф. В бою он выражает навыки в проворстве и силе, и в зависимости от одежды, связанного для него, он проявляет различные способности. В конце манги так и не сказал что-то важное.
Цубамэ Акифудзи (яп.  秋藤つばめ  Akifuji Tsubame) и Сакура (яп. 桜  Sakura) — Он любит читать и нравится и девочкам и кошкам в школе, но отмечает, что ему нравятся девочки, которые немного глупы и неуклюжи. Его партнер - пятилетняя Сакура, она-кошка чистой крови, сестра Ямато и потомок Сираюки. В сражении Сакура превращается в лук, который всегда поражает его цель и может видеть под 360 углами.
Син Камио (яп. 神尾伸 Kamio Shin) и Ямато (яп. 大和 Yamato) — строгий и серьезный президент третьего года. Использует меч, чтобы выполнить сильные удары. Его партнер - Ямато, чистокровный белый кот. Ямато — брат Сакуры и потомок Сираюки. У него есть способность слиться с мечом Камио, изменяя его внешность и усиливая его нападения.
Котори Хасутани (яп. 蓮谷小鳥 Hasutani Kotori) and Мусасимару (яп. 武蔵丸 Musashimaru) — вице-президент, у которого есть твердые убеждения, что с проблемами нужно иметь дело посредством разговора вместо насилия. Сила Котори — способность создать еду, которую она дает своему партнеру Мусасимару, шестилетнему персидскому коту. Друзья детства с Ямамото, в которого влюблена.
Каия Ямамото (яп. 山本海也 Yamamoto Kaiya) и Хисуи (яп. 翡翠 Hisui) - префект класса, и его партнер — сиамская кошка женского пола по имени Хисуи. Каия может произвести материал, который может поднять в воздух Хисуи, который Каия часто использует, чтобы заняться серфингом в воздухе. Хисуи именует Каия как её "дорогой" и становится ревнивой очень легко. Он - друзья детства с Котори. В манге намекают, что он любит её.
Футаба Аоки (яп. 青木二葉 Aoki Futaba) и Гекко (яп. 月光 Gekkō) — назначенный президент медицинского комитета и не любит людей. Её партнер - Гекко, семилетний кот, который является черным в цвете и носит несколько шрамов. Футаба может управлять тенью Гекко, чтобы сделать, такие вещи как «тени», чтобы шпионить за другими и расширить тень Гекко.
Цукаса Хинодэ (яп. 日野出司 Hinode Tsukasa) и Райм (яп. 来夢 Raimu) — делегированный из культурного комитета. Он может управлять пространством и временем, чтобы заставить людей войти во сны Райма, его партнера. Райм — пятилетний шотландский вислоухий кот с белым и черепаховым мехом. Он любит дремать в университетском городке, и на голове Цукасы.
Кирихимэ (яп. 桐姫 Kirihime) и Сираюки (яп. 白雪 Shirayuki) - Однажды принцесса всей земли Футакаго, Кирихиме, погибла, когда Каен сжег её королевство дотла. С тех пор она вновь появилась, чтобы мешать Каену продолжить его путь разрушения. Сираюки - белая кошка, которая умерла рядом с Кирихимэ. У неё белый мех и странная метка на лбу.